# Pierre Fauchard
Pierre Fauchard (Saint-Denis-de-Gastines, 2 de janeiro de 1679 – Paris, 22 de março de 1761) foi um médico francês, considerado o "pai da moderna odontologia", autor da obra Le chirurgien dentiste (1728), primeira obra de odontologia, em que descreve a anatomia oral, sintomas de patologias da boca, técnicas para remoção de cáries, restauração e implante de dentes.